# 佐々木尽
佐々木 尽（ささき じん、2001年7月28日 - ）は、日本のプロボクサー。東京都八王子市出身。八王子中屋ボクシングジム所属。元WBOアジアパシフィック・OPBF東洋太平洋ウェルター級王者。弟の佐々木革もプロボクサー。
入場曲はONE OK ROCKの『The Beginning』。

## 人物
- WBO世界ウェルター級王者のテレンス・クロフォードと世界ウェルター級3団体王者のエロール・スペンス・ジュニアと対戦すれば「勝てる気がする」「KOで勝つ自信がある」と言い切り[3]、「特にスタニオニス選手（WBA世界ウェルター級王者エイマンタス・スタニオニス）とバリオス選手（WBC世界ウェルター級暫定王者マリオ・バリオス）はめっちゃ相性が良くて、ほぼほぼ勝てると思っている」と語っている[4]。

## 来歴
元々柔道をやっていて、中学1年生からボクシングも始め八王子中屋ジムに入門、週2・3回の練習だったが、定時制の八王子拓真高校に進学後からボクシングに専念した。U-15大会で優勝経験がある。
2018年8月24日、デビュー戦を2回TKO勝ち。
2019年年度東日本ライト級新人王決勝を計量失敗で棄権した。
2020年12月26日、墨田区総合体育館で行われた「カケルホールディングス presents A-SIGN.BOXING」にて石脇麻生と日本ユーススーパーライト級王座決定戦を行い、3回2分50秒TKO勝ちで王座獲得に成功した。
2021年2月11日、国立代々木競技場で開催のチャリティーボクシングイベント『LEGEND』で東京五輪ウェルター級日本代表・岡澤セオンと対戦した。
2021年7月17日、八王子市富士森体育館で、1階級下の日本ライト級ユース王者の湯場海樹と日本ユーススーパーライト級タイトルマッチを行い、初回と2回にそれぞれ1度と合計2度のダウンを喫するが、左フックで逆転となる2回2分3秒KO勝ちを収め初防衛に成功した。
2021年10月19日、後楽園ホールで開催された「フェニックスバトル81」において、日本スーパーライト級1位・WBOアジアパシフィック同級2位の平岡アンディと日本・WBOアジアパシフィックスーパーライト級王座決定戦を行う予定だったが、前日計量で佐々木がスーパーライト級のリミットを1.8キロ体重超過して計量失格となった。試合当日の午後5時にも計量行いリミットの8%増以内という条件が付けられ、試合は平岡が勝った場合のみタイトル獲得という変則ルールで行われ、7回に2度ダウンを奪われると、11回1分58秒TKO負けを喫し、王座の獲得に失敗した。6日後の同年10月25日、日本ボクシングコミッション（JBC）は今回が新人王決勝戦以来2度目の計量失格である佐々木にライセンス停止6カ月の処分を下し、ファイトマネーの20％を制裁金として徴収。八王子中屋ジムの中屋廣隆マネジャーを厳重注意処分とした。
2021年10月30日、同日付で日本スーパーライト級ユース王座を返上した。
2022年7月9日、エスフォルタアリーナ八王子でライセンス停止処分明けの復帰戦として2021年度全日本スーパーライト級新人王の関根幸太朗と64.5キロ契約6回戦で対戦し、初回にダウンを奪い、5回にダウンを奪い返されるが、6回1-0（57-55、56-56×2）で引き分けた。
2023年1月14日、後楽園ホールでWBOアジアパシフィックウェルター級王者の豊嶋亮太とWBOアジアパシフィック同級タイトルマッチを行い、1回1分56秒TKO勝ちで王座を獲得した。
2023年4月8日、有明アリーナで開催された寺地拳四朗 対 アンソニー・オラスクアガ戦の前座にて元WBOアジアパシフィックウェルター級王者の小原佳太とWBOアジアパシフィック同級タイトルマッチを行い、2回にダウンを奪われるが、3回1分13秒TKO勝ちを収め初防衛に成功した。
2023年6月14日、Leminoとサポート選手契約を結んだことを発表した。縛りがなくLeminoが配信するボクシング興行以外の興行にも出場できる契約。
2023年7月8日、エスフォルタアリーナ八王子でWBOアジアパシフィックウェルター級6位の星大翔とWBOアジアパシフィック同級タイトルマッチを行い、11回1分44秒TKO勝ちを収め2度目の王座防衛に成功した。この試合はU-NEXTにて配信された。
2023年7月21日、5月に行ったアメリカ合宿でのスパーリング中に負傷した左肩腱板断裂の手術を受けた。
2024年5月16日、後楽園ホールでWBOアジアパシフィックウェルター級1位およびOPBF東洋太平洋同級2位のジョー・ノイナイとWBOアジアパシフィックウェルター級タイトルマッチおよびOPBF東洋太平洋同級王座決定戦を行い、5回43秒TKO勝ちを収めWBOアジアパシフィック王座3度目の防衛とOPBF王座の獲得に成功した。
2024年9月3日、有明アリーナにて井上尚弥 対 テレンス・ジョン・ドヘニー戦の前座でWBOアジアパシフィック同級10位およびOPBF東洋太平洋同級8位のカミル・バラとWBOアジアパシフィック・OPBF東洋太平洋同級2冠タイトルマッチを行い、3回にダウンを奪い7回52秒TKO勝ちを収めWBOアジアパシフィック王座4度目の防衛とOPBF王座の初防衛に成功した。
2025年1月24日、有明アリーナにて井上尚弥対金藝俊の前座で元日本ウェルター級王者でOPBF東洋太平洋同級2位およびWBOアジアパシフィック同級12位の坂井祥紀とWBOアジアパシフィック・OPBF東洋太平洋ウェルター級2冠タイトルマッチを行い、12回3-0（116-112、117-111、118-110）判定勝ちを収めWBOアジアパシフィック王座5度目の防衛とOPBF王座2度目の防衛に成功し、試合後には「ウエルター級の世界王者たち、戦おうぜ！ブーツ・エニス、エイマンタス・スタニオニス、ブライアン・ノーマン、マリオ・バリオス。俺は逃げない！今年中にタイトルマッチで戦えるのを楽しみにしてる」と英語で世界ウェルター級王者たちとの対戦をアピールした。
2025年6月19日、世界初挑戦。大田区総合体育館でWBO世界ウェルター級王者ブライアン・ノーマン・ジュニア（米国）に挑むも、初回にカウンターの左フックで2度のダウンを奪われ、5回に再度左フックでダウンを奪われ失神、5カウントを聞いた後に5回46秒KO負け。日本人初の世界ウェルター級王座獲得はならなかった。試合後に佐々木は担架に乗せられ退場し病院に救急搬送され、CT検査を受けた結果、出血などの負傷はなかったものの、勝敗の決め手となった5回のダウン時に後頭部をキャンバスで強打したため、直近約2カ月間の記憶を一時的に失っている状態となった。

## 戦績
- プロボクシング：22戦 19勝 (17KO) 2敗 1分

| 戦           | 日付           | 勝敗 | 時間     | 内容    | 対戦相手                       | 国籍           | 備考                                                            |
| ------------ | -------------- | ---- | -------- | ------- | ------------------------------ | -------------- | --------------------------------------------------------------- |
| 1            | 2018年8月24日  | ☆    | 2R 1:55  | KO      | 加藤剛（角海老宝石）           | 日本           | プロデビュー戦                                                  |
| 2            | 2018年11月7日  | ☆    | 3R 0:33  | KO      | 笠井亮（石丸）                 | 日本           |                                                                 |
| 3            | 2019年2月8日   | ☆    | 1R 2:02  | TKO     | 津本尚行（世田谷オークラ）     | 日本           |                                                                 |
| 4            | 2019年4月21日  | ☆    | 2R 0:56  | KO      | シリサック・ピンパシット       | タイ           |                                                                 |
| 5            | 2019年6月11日  | ☆    | 3R 1:36  | TKO     | ベジータ石川（折尾）           | 日本           |                                                                 |
| 6            | 2019年8月6日   | ☆    | 4R       | 判定3-0 | 佐藤光（北海道畠山）           | 日本           |                                                                 |
| 7            | 2019年9月26日  | ☆    | 1R 2:36  | TKO     | 近藤哲哉（横田S）              | 日本           | 2019年度東日本ライト級新人王予選                                |
| 8            | 2020年8月31日  | ☆    | 1R 0:45  | KO      | 赤岩俊（マナベ）               | 日本           |                                                                 |
| 9            | 2020年11月23日 | ☆    | 1R 2:53  | KO      | 宮崎辰也（マナベ）             | 日本           |                                                                 |
| 10           | 2020年12月26日 | ☆    | 3R 2:30  | TKO     | 石脇麻生（寝屋川石田）         | 日本           | 日本スーパーライト級ユース王座決定戦                            |
| 11           | 2021年7月17日  | ☆    | 2R 2:03  | KO      | 湯場海樹（ワタナベ）           | 日本           | 日本ユース防衛1                                                 |
| 12           | 2021年10月19日 | ★    | 11R 1:58 | TKO     | 平岡アンディ（大橋）           | 日本           | 日本・WBOアジアパシフィックスーパーライト級王座決定戦           |
| 13           | 2022年4月22日  | ☆    | 5R 2:49  | TKO     | マーカス・スミス（平仲BS）     | アメリカ合衆国 |                                                                 |
| 14           | 2022年7月9日   | △    | 6R       | 判定1-0 | 関根幸太朗（ワタナベ）         | 日本           |                                                                 |
| 15           | 2022年11月15日 | ☆    | 3R 2:31  | TKO     | パティパーン・クロンクラーン   | タイ           |                                                                 |
| 16           | 2023年1月14日  | ☆    | 1R 1:56  | TKO     | 豊嶋亮太（帝拳）               | 日本           | WBOアジアパシフィックウェルター級タイトルマッチ                 |
| 17           | 2023年4月8日   | ☆    | 3R 1:13  | TKO     | 小原佳太（三迫）               | 日本           | WBOアジアパシフィック防衛1                                      |
| 18           | 2023年7月8日   | ☆    | 11R 1:44 | TKO     | 星大翔（角海老宝石）           | 日本           | WBOアジアパシフィック防衛2                                      |
| 19           | 2024年5月16日  | ☆    | 5R 0:43  | TKO     | ジョー・ノイナイ               | フィリピン     | OPBF東洋太平洋ウェルター級王座決定戦 WBOアジアパシフィック防衛3 |
| 20           | 2024年9月3日   | ☆    | 7R 0:52  | TKO     | カミル・バラ                   | オーストラリア | WBOアジアパシフィック防衛4・OPBF防衛1                           |
| 21           | 2025年1月24日  | ☆    | 12R      | 判定3-0 | 坂井祥紀（横浜光）             | 日本           | WBOアジアパシフィック防衛5・OPBF防衛2                           |
| 22           | 2025年6月19日  | ★    | 5R 0:46  | KO      | ブライアン・ノーマン・ジュニア | アメリカ合衆国 | WBO世界ウェルター級タイトルマッチ                               |
| テンプレート |                |      |          |         |                                |                |                                                                 |

## 獲得タイトル
- 日本スーパーライト級ユース王座（防衛1=返上）
- WBOアジアパシフィックウェルター級王座（防衛5=返上）
- OPBF東洋太平洋ウェルター級王座（防衛2=返上）

## 受賞
- 令和2年度八王子市教育委員会表彰[26]